# Dialectica praegemina
Dialectica praegemina är en fjärilsart som först beskrevs av Edward Meyrick 1917.  Dialectica praegemina ingår i släktet Dialectica och familjen styltmalar. Inga underarter finns listade i Catalogue of Life.